# Ochurdyap Mangdaev
El príncipe Ochurdyap Mangdaev, (en ruso: Очурдяп-Николай Мангдаев, en altái: Очурjап) fue el Zaisan de la Segunda Volost de Chuy. Tomó un papel activo en los problemas de gestión de tierras, preservando el territorio de la residencia original de la población indígena. Bajo su mandato, Kosh-Agach se convirtió en el centro de las rutas comerciales en las montañas de Altái.

## Budismo
Ochurdyap estudió medicina con los lamas mongoles y también estudió ética budista. En 1885, Ochurdyap creó un yurta-santuario, donde se celebró un servicio de oración el 12 de junio en la concelebración de seis lamas. Después del servicio de oración, se celebraron carreras de caballos con premios. Los lamas budistas estaban preparando a Ochurdyap para aceptar el título de 'Kelin Lama' y para el cargo de abad del santuario de Chuy.

## Kara-Kebeks
Durante el "Levantamiento de los 60 Héroes", muchas familias tuvanas fueron arruinadas. Algunas de las familias huyeron al Altái, específicamente a los límites de la Segunda Volost de Chui. Las familias tuvanas fueron aceptadas por Ochurdyap y las distinguió en un clan separado de Kara-Kebek.

## En cultura
- El 12 de junio de 2014, en el 150 aniversario de la firma del Protocolo de Chuguchak, se instaló la estela de Ochurdyapu en Kokorya[4][1].
- Una de las calles del pueblo Kokorya fue renombrada y ahora se llama "Calle Zaisan-Ochurdyap"
- El 22 de abril de 2019, se llevaron a cabo competiciones de tiro con arco en Kokorya, en honor al Príncipe Ochurdyap.[5][6]